# 守永弥惣次
守永 弥惣次（別体字：守永 彌惣次、もりなが やそじ、1872年1月16日〈明治4年12月7日〉 - 1943年〈昭和18年〉5月23日）は、大日本帝国陸軍軍人。最終階級は陸軍少将。

## 経歴・人物
山口県出身。1896年（明治29年）陸軍士官学校第7期卒業。1903年（明治36年）陸軍大学校第17期卒業。
1915年（大正4年）8月に浜田連隊区司令官、1916年（大正5年）11月に陸軍歩兵大佐、1917年（大正6年）8月に台湾歩兵第2連隊長、1921年（大正10年）6月に陸軍少将・歩兵第18旅団長を経て、1923年（大正12年）8月に待命、同年9月に予備役に編入した。

## 著作
- 『従軍余録』高橋信定、1905年。
- 『家族制度と家庭教育』、1925年。